# Miridiba aequabilis
Miridiba aequabilis är en skalbaggsart som beskrevs av Bates 1891. Miridiba aequabilis ingår i släktet Miridiba och familjen Melolonthidae. Inga underarter finns listade i Catalogue of Life.